# The Cheetah Girls
The Cheetah Girls är en kanadensisk-amerikansk långfilm från 2003 i regi av Oz Scott, med Raven-Symoné, Adrienne Bailon, Kiely Williams och Sabrina Bryan i rollerna. Filmen är baserad på Deborah Gregorys bokserie. Två uppföljare har gjorts: The Cheetah Girls 2 (2006) och The Cheetah Girls: One World (2008).

## Handling
De fyra tonårstjejerna Galleria (Raven), Channel (Adrienne Braion), Dorinda (Sabrina Bryan) och Aqua (Kiely Williams) bildar popgruppen Cheetah Girls.

## Rollista
| Raven-Symoné     | – Galleria Garibaldi    |
| Adrienne Bailon  | – Chanel Simmons        |
| Kiely Williams   | – Aqua Walker           |
| Sabrina Bryan    | – Dorinda Thomas        |
| Lynn Whitfield   | – Dorothea Garibaldi    |
| Sandra Caldwell  | – Drinka                |
| Juan Chioran     | – Francobollo Garibaldi |
| Lori Alter       | – Juanita Simmons       |
| Kyle Schmid      | – Derek                 |
| Denton Rowe      | – Mackerel              |
| Vince Corazza    | – Jackal Johnson        |
| Linette Robinson | – Dana                  |